# Тиунов, Олег Иванович
Оле́г Ива́нович Тиуно́в (22 октября 1937, Пермь — 12 августа 2017, Москва) — советский и российский учёный-правовед, судья Конституционного суда Российской Федерации (1991—2003), доктор юридических наук, профессор, заведующий кафедрой государственного права и советского строительства (1977—1990), декан юридического факультета (1983—1990) Пермского университета.

## Биография
Родился 22 октября 1937 года в Перми.
После окончания в 1959 году юридического факультета Пермского университета работал экспертом-криминалистом. С 1961 по 1965 год преподавал в Пермском университете.
В 1965 году поступил в аспирантуру юридического факультета МГУ, которую окончил досрочно в 1966 году, защитив под руководством Г. И. Тункина кандидатскую диссертацию на тему «Нейтралитет в международном праве».
С 1966 года снова работал в Пермском университете. С 30 октября 1969 по 8 октября 1970 — секретарь партийного комитета университета.
В 1979—1990 годах — заведующий кафедрой государственного права и советского строительства (с 1993 — кафедра конституционного и финансового права); затем передал заведование кафедрой доценту А. В. Москалёву. В 1980 году в МГУ защитил докторскую диссертацию «Принцип добросовестного соблюдения международных обязательств».
Декан юридического факультета ПГУ (1983—1990). В 1987 году баллотировался на пост ректора университета, но проиграл выборы В. В. Маланину.
В 1990 году коллективом Пермского университета О. И. Тиунов был выдвинут кандидатом в народные депутаты РСФСР, на выборах победил во втором туре голосования, набрав 50,07 % голосов избирателей. На I Съезде народных депутатов РСФСР был председателем рабочей группы по выработке Декларации о государственном суверенитете РСФСР.
С 1990 года находился на постоянной работе в Верховном Совете РСФСР: был председателем подкомитета Комитета Верховного Совета РСФСР по международным делам и внешнеэкономическим связям, участвовал в разработке Регламента Съезда народных депутатов, законов РСФСР о гражданстве, об иностранных инвестициях, о международных договорах РСФСР. Был членом Конституционной комиссии РФ. В сентябре 1990 года избран членом ЦК КП РСФСР.
30 октября 1991 года в первом туре голосования избран судьей Конституционного Суда РФ, в связи с чем сложил свои депутатские полномочия. 14 февраля 1995 года был включён в состав первой палаты Конституционного Суда РФ. Возглавлял комиссию судей по международным связям Конституционного Суда РФ.
Полномочия судьи Конституционного суда РФ истекли 31 октября 2002 года (по достижении 65 лет), но исполнял обязанности судьи до замены М. И. Клеандровым / Л. О. Красавчиковой 12 февраля 2003 года. Член экспертного совета ВАК РФ по праву (2006—2013).
Скончался 12 августа 2017 года на 80-м году жизни. Похоронен в деревне Перхушково на Перхушковском кладбище.

## Награды
- Заслуженный деятель науки Российской Федерации;
- Заслуженный юрист Российской Федерации.